# Zivilcourage (Oper)
Zivilcourage ist eine von Gordon Kampe als Auftragswerk komponierte Oper, die 2009 von der Staatsoper Stuttgart in der Reihe zeitoper uraufgeführt wurde. Kampe hatte 2007 den Stuttgarter Kompositionspreis gewonnen und verfasste das Werk 2008/2009 in Zusammenarbeit mit der Akademie Schloss Solitude. Die atonale Musik der Oper, aus „Platzklängen und Zuspielungen“ bestehend, wurde dazu mit Textfragmenten von Hannah Arendt und Vergil zum Libretto ergänzt. Die Inszenierung der Uraufführung stammte vom brasilianischen Regisseur Marcelo Cardoso Gama, die musikalische Leitung übernahm Bernhard Epstein.